# الوهم (فلم)
الوهم هو فيلم دراما مصري من إخراج نادر جلال وبطولة محمود ياسين، نيللي وعمر الحريري، صدر الفيلم في 24 سبتمبر 1979.

## نبذة
مجدي مهندس ناجح تصدمه لحظة قدرية لا ينساها، وأصبحت تؤرقه، ألا وهي سقوط أحد العمال من ارتفاع شاهق أمامه تودي بحياته في لحظة، فيقرر مجدي الذهاب إلى الإسكندرية محاولا نسيان ذلك، وهناك يتعرف على زوجين، الزوج صفوت الذي يحنو دائمًا على زوجته ويلبي كل احتياجتها، والزوجة سعاد التي تلاقي هذا الاهتمام بفتور وعدم وفاق خاصة أنها تكتشف طمعه في ثروتها، وتخبر مجدي بقصتها فيحاول مساعدتها إلا أن القدر كان أقرب لها منه.

## طاقم العمل
- محمود ياسين بدور مجدي عبدالغفار
- نيللي بدور سعاد / نجوى / هدى الأتربي
- عمر الحريري بدور صفوت الأباصيري

## وصلات خارجية
- مقالات تستعمل روابط فنية بلا صلة مع ويكي بيانات